# Heather Armitage
Heather Armitage, född 17 mars 1933 i Colombo i Sri Lanka, är en brittisk före detta friidrottare.
Armitage blev olympisk silvermedaljör på 4 x 100 meter vid sommarspelen 1956 i Melbourne.